# Velyka Dymerka
Velyka Dymerka (ukrajinsky Велика Димерка, rusky Великая Дымерка – Velikaja Dymerka) je městys (ukrajinsky selyšče) v Kyjevské oblasti na Ukrajině. K roku 2019 měla bezmála deset tisíc obyvatel.

## Poloha a doprava
Velyka Dymerka leží přibližně pětatřicet kilometrů severovýchodně od Kyjeva. Bližší městem jsou Brovary přibližně patnáct kilometrů jihozápadně.
Přes obec prochází dálnice M 01 z Kyjeva do Černihivu a dále přes Ripky k bělorusko-ukrajinské hranici. Je zde po ní vedena Evropská silnice E95.

## Dějiny
Obec byla v založena v roce 1552. Městysem je od roku 2000.

### Rodáci
- Vladimir Sergejevič Pečerin (1807–1885), ruský básník
- Hryhorij Mykytovyč Vasjura (1915–1987), voják Rudé armády a kolaborant s nacistickým Německem
- Viktor Vasylovyč Postol (* 1984), boxer